# Eremophila mackinlayi
Eremophila mackinlayi är en flenörtsväxtart som beskrevs av Ferdinand von Mueller. Eremophila mackinlayi ingår i släktet Eremophila och familjen flenörtsväxter. Inga underarter finns listade i Catalogue of Life.